# Hermannia confusa
Hermannia confusa là một loài thực vật có hoa trong họ Cẩm quỳ. Loài này được SALTER mô tả khoa học đầu tiên.